# Esmeralda County
Das Esmeralda County ist ein County im Westen des Bundesstaates Nevada der Vereinigten Staaten. Das County ist das bevölkerungsärmste County in Nevada. Der Sitz der Countyverwaltung (County Seat) befindet sich in Goldfield.

## Geschichte
Das Esmeralda County gehört zu den Originalcountys, die 1861 in Nevada gegründet wurden. Der Name leitet sich ab vom spanischen Wort Esmeralda für Smaragd. Er wurde von J. M. Corey ausgewählt, der den Esmeralda Mining District mitbegründete und benannte. Zunächst war Aurora Verwaltungssitz, ab 1883 Hawthorne. Seit 1907 ist es Goldfield.
Durch einen Goldrausch Anfang des 20. Jahrhunderts wuchs das County schnell. Die Minen waren aber schon Ende der 1910er Jahre erschöpft, und Wirtschaft wie Einwohnerzahl gingen deutlich zurück.
Ein Ort im County ist im National Register of Historic Places eingetragen (Stand 13. Februar 2018), der Goldfield Historic District.

## Geographie
Das County liegt im Südwesten von Nevada, an der Grenze zu Kalifornien, auf halbem Weg zwischen Reno und Las Vegas. Mark Twain beschrieb die Gegend und seine Tätigkeit als Minenarbeiter in dieser Gegend in seinem 1872 erschienenen Buch Roughing It.
Im County befinden sich die Bergketten Silver Peak Range und Monte Cristo Range, die das County dominieren. Zu den höchsten Gipfeln gehören:
- Boundary Peak: 4007 m, höchster Punkt Nevadas
- Piper Peak: 2880 m
- Magruder Mountain: 2756 m
- Montezuma Peak: 2552 m
- Emigrant Peak: 2069 m

Die im nördlichen Teil der Silver Peak Range bei Coyote Hole gelegene Lagerstätte Rhyolite Ridge birgt eines der größten nordamerikanischen Vorkommen von Lithium und Bor. Das australische Unternehmen Ioneer erhielt im Oktober 2024 hierfür von der US-Regierung die Abbaugenehmigung, obwohl sich dort auch der endemische (weltweit nur in diesem Gebiet vorkommende) Bestand der Pflanzenart Eriogonum tiehmii (engl. Tiehm's buckwheat, Tiehm's Buchweizenblume) befindet, die 2022 zu einer stark gefährdeten, vom Aussterben bedrohten Art erklärt wurde (NatureServe-Status „G1“ – „critically imperiled“ gemäß TNC sowie „E“ – „endangered“ gemäß amerikanischem Endangered Species Act von 1973).

## Demografische Daten

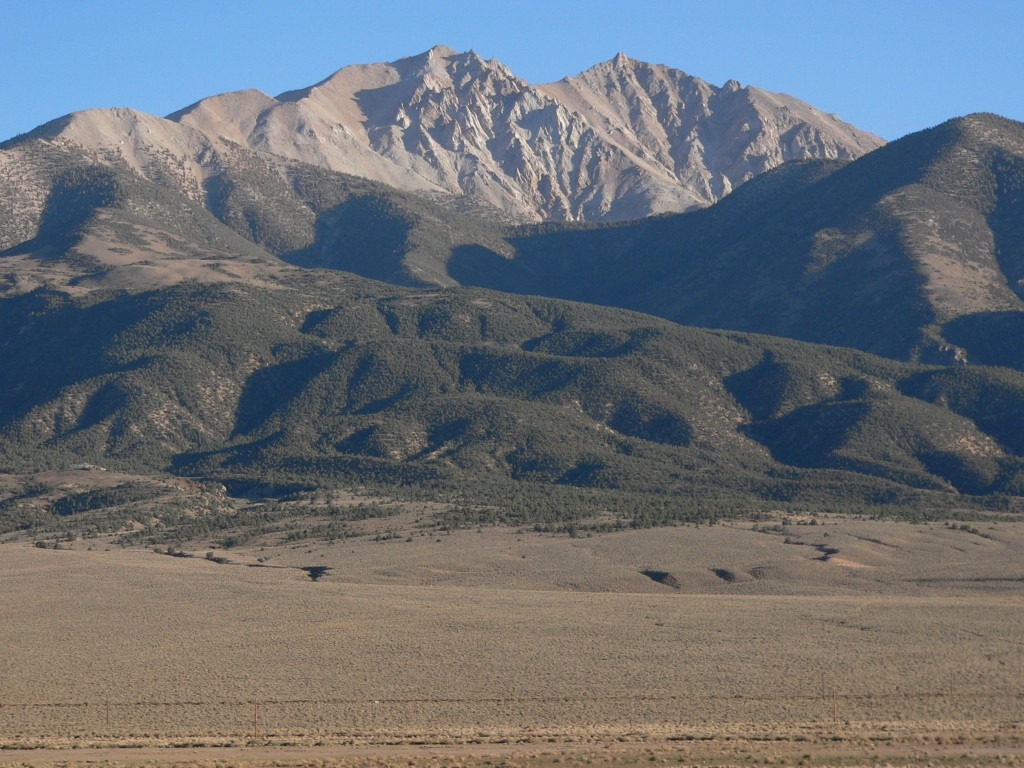
Der Boundary Peak

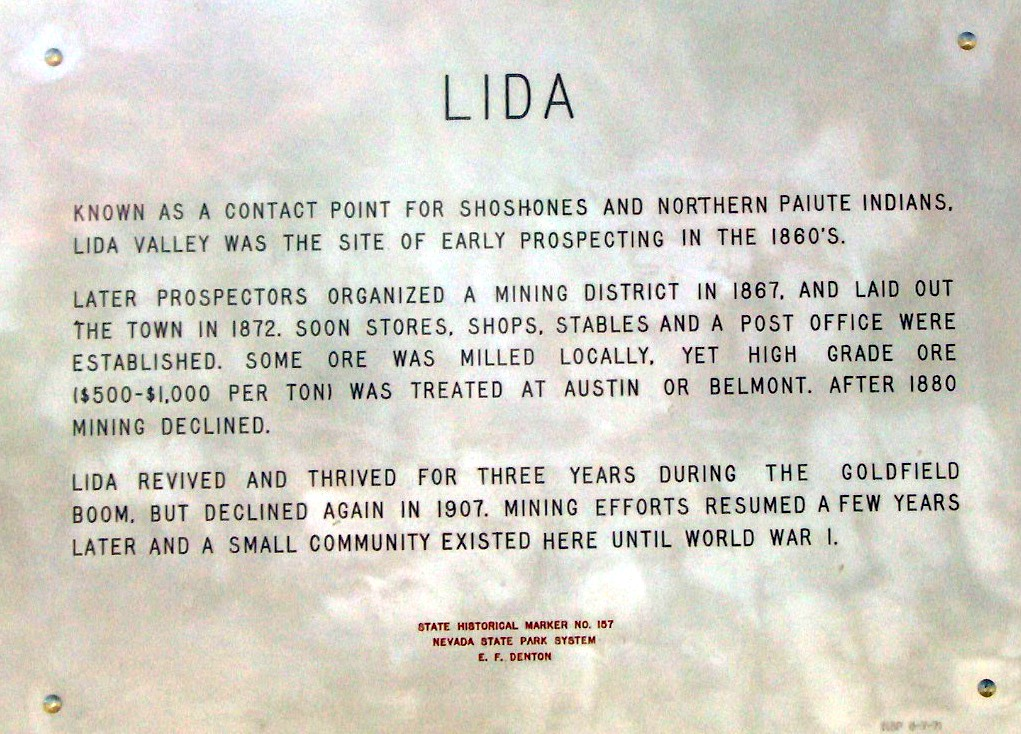
State Historical Marker Nr. 157

Nach der Volkszählung im Jahr 2000 lebten im County 971 Menschen. Es gab 455 Haushalte und 259 Familien. Die Bevölkerungsdichte betrug weniger als 1 Einwohner pro Quadratkilometer. Ethnisch betrachtet setzte sich die Bevölkerung zusammen aus 81,98 % Weißen, 0,10 % Afroamerikanern, 5,15 % amerikanischen Ureinwohnern, 0,00 % Asiaten, 0,21 % Bewohnern aus dem pazifischen Inselraum und 7,62 % aus anderen ethnischen Gruppen; 4,94 % stammten von zwei oder mehr ethnischen Gruppen ab. 10,20 % Prozent der Bevölkerung waren spanischer oder lateinamerikanischer Abstammung.
Von den 455 Haushalten hatten 21,10 % Kinder und Jugendliche unter 18 Jahre, die bei ihnen lebten. 46,40 % waren verheiratete, zusammenlebende Paare, 6,40 % waren allein erziehende Mütter. 42,90 % waren keine Familien. 36,00 % waren Singlehaushalte und in 13,20 % lebten Menschen im Alter von 65 Jahren oder darüber. Die Durchschnittshaushaltsgröße betrug 2,02 und die durchschnittliche Familiengröße lag bei 2,79 Personen.
Auf das gesamte County bezogen setzte sich die Bevölkerung zusammen aus 20,50 % Einwohnern unter 18 Jahren, 6,00 % zwischen 18 und 24 Jahren, 23,40 % zwischen 25 und 44 Jahren, 33,00 % zwischen 45 und 64 Jahren und 17,20 % waren 65 Jahre alt oder darüber. Das Durchschnittsalter betrug 45 Jahre. Auf 100 weibliche Personen kamen 123,70 männliche Personen, auf 100 Frauen im Alter ab 18 Jahren kamen statistisch 118,70 Männer.
Das jährliche Durchschnittseinkommen eines Haushalts betrug 33.203 USD, das Durchschnittseinkommen der Familien betrug 40.917 USD. Männer hatten ein Durchschnittseinkommen von 39.327 USD, Frauen 25.469 USD. Das Prokopfeinkommen betrug 18.971 USD. 15,30 % der Bevölkerung und 7,50 % der Familien lebten unterhalb der Armutsgrenze. 9,70 % davon waren unter 18 Jahre und 11,40 % waren 65 Jahre oder älter.

## Orte im County
- Alkali
- Blair
- Coaldale
- Coaldale Junction
- Columbus
- Coyote Hole
- Dyer
- Florence Hill
- Gemfield
- Gold Hit
- Gold Point
- Goldfield
- Lida
- McLeans
- Millers
- Montezuma
- Montezuma Wells
- Silver Peak
- Tokop
- Weepah
- West Spring

## Prostitution
Das County ist eines der 10 Countys Nevadas, in denen Prostitution und die Errichtung von Bordellen zulässig ist.

## Straßen
| - U.S. Highway 6 - U.S. Highway 95 - Nevada State Route 264 | - Nevada State Route 265 - Nevada State Route 266 | - Nevada State Route 267 - Nevada State Route 773 |